# Frontera entre Albania y Montenegro
La frontera entre la República de Albania y Montenegro es una frontera formal reconocida por ambos países y por la esfera internacional. Históricamente, la frontera entre los territorios albaneses y los territorios montenegrino siempre se ha definido en la zona de la Albania veneciana independientemente de la pertenencia a otros estados de ambos territorios, siendo una frontera entre el cristianismo y el imperio otomano durante muchos años.
La frontera actual data del establecimiento de relaciones formales entre Montenegro y la actual República de Albania cuando Serbia reconoció a Montenegro como sujeto de derecho y formaron la Unión Estatal de Serbia y Montenegro durante 2002, ratificándose en la Carta Constitucional de 2003. Con la independencia de Montenegro y su reconocimiento internacional como estado soberano, las fronteras con la vecina Albania fueron ratificadas de nuevo junto a su reconocimiento.

## Características

### Frontera principal
La frontera albanomontenegrina se extiende a lo largo de 172 kilómetros, al suroeste de Montenegro y el norte de Albania. Comienza en el oeste sobre el Adriático en la ciudad montenegrina de Ulcinj. La frontera continua rumbo noreste atravesando el lago Shkodër y siguiendo hasta las montañas, donde llega a Qafë Vranicë, el paso montañoso transitable más al norte de Albania.
Divisiones administrativas de oeste a este, cruzando la frontera:
- Montenegro (Municipios)
  - Municipio de Ulcinj
  - Municipio de Bar
  - Municipio de Podgorica
  - Municipio de Andrijevica
  - Municipio de Plav

- Albania (Condados)
  - Condado de Shkodër (1913-2000: Distritos; 2000-hoy: Municipios)
    - Municipio de Malësi e Madhe
    - Municipio de Shkodër

  - Condado de Kukës
    - Municipio de Tropojë

### Lago Shkodër
El lago Shkodër ha pertenecido tradicionalmente a Albania, pero desde la inclusión de la región de Podgorica al territorio de Montenegro, el lago ha supuesto una frontera natural entre ambos. Los dos países han compartido la soberanía del mismo desde entonces sin ningún conflicto. En 2006, con la independencia de Montenegro, ambos países se comprometieron a cuidar el paraje medioambiental que supone el lago, adhiriéndose al Convenio de Ramsar.

## Historia
La frontera actual data del reconocimiento mutuo como estados soberanos que se mantienen Albania y Montenegro desde la independencia de este último en 2006. Antes de ello, la frontera entre ambos territorios apenas ha variado en todo el siglo XX. Desde finales del siglo XIX, en la época del Principado de Montenegro fue cuando se conformaron la mayor parte del territorio actual: Podgorica paso de manos albanesas a montenegrinas, así como zonas de Dalmacia y del Küstenland que también se adhirieron al territorio del príncipe de Montenegro.

## Principales pasos fronterizos

### Pasos terrestres

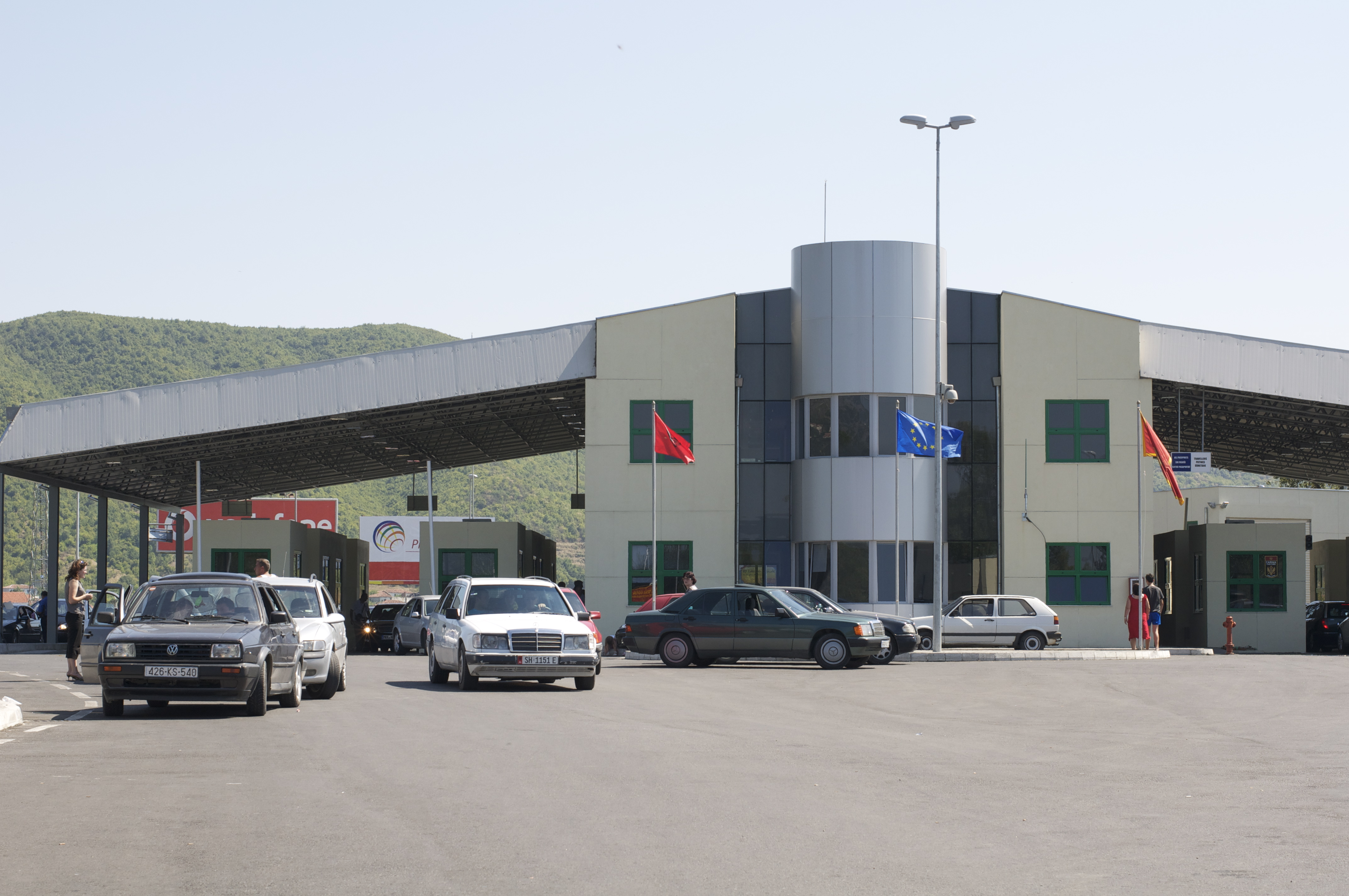
Cruce conjunto de Muriqan (Albania) y Sukobin (Montenegro). Este cruce fue financiado por la Unión Europea, dado que ambos países desean incorporarse a ella.

#### Paso de Muriqan-Sukobin
El Pasaje Muriqan fue inaugurado en 2002. Actualmente es el cuarto cruce fronterizo según el tráfico de pasajeros. Situado en el municipio de Shkodër, se conecta con la ciudad montenegrina de Ulcinj a través de una ruta costera. Además, el mismo tramo de carretera se conecta con la autopista croata A1, a orillas del mar Adriático, que va hasta Trieste (Italia). En 2009, se inició la construcción de una aduana conjunta entre ambos países financiada por la UE. Es el único cruce de frontera conjunto con un país vecino que tiene Albania. Sin embargo, ambas policías fronterizos revisan los documentos por separado. Todavía no existe un programa informático integrado por el cual el registro de documentos se realice una sola vez. En el lado albanés de este cruce, se instala una inclusión al sistema de datos de Interpol.
El 24 de mayo de 2011, se abrió el nuevo puente sobre el Buna. Este puente, con una estructura firme y moderna, reemplazó el paso sobre el histórico puente de madera, que era completamente inadecuado para vehículos de alto tonelaje. Este aspecto elimina todas las limitaciones y transforma a Muriqan en un cruce fronterizo de primera clase.
Desde Shkodër a Muriqan, el camino está bien estructurado, mientras que de Sukobini a Ulcinj es montañoso, estrecho y no es adecuado para el tráfico normal o rápido de autobuses y camiones, los cuales tienen preferencia al llegar al pasaje.

#### Paso de Hani i Hotit-Bozhaj
Hut of Hoti se encuentra en el municipio de Malësi e Madhe y se encuentra en la carretera que conecta Shkodër con Tuzi y Podgorica. Se abrió en los años 80 como resultado de la mejora de las relaciones entre Albania y Yugoslavia. Fue la única vía comunicación terrestre abierta con Yugoslavia, después de las épocas de aislamiento total de ambos países. Es una pasarela multimodal, ya que el ferrocarril también cruza el pase. En este punto, se llevan a cabo procedimientos aduaneros en todas sus formas. Este cruce ha perdido un número significativo de tráfico de pasajeros, pero se está proyectando una posible carretera nueva que conecte Podgorica con Dubrovnik que reavivaría el interés en el cruce.

#### Paso de Vermosh-Gusinje
El pasaje de Vermosh se encuentra en el municipio de Malësi e Madhe y está abierto para facilitar el paso de los pasajeros a Gusinje y Plav y viceversa. Está abierto de manera intermitente en diferentes épocas del año. La actividad que lleva a cabo es principalmente con mercancías. Existe una infraestructura muy moderna para llegar a este paso fronterizo. Esta paso es el que se encuentra en la parte más al norte de Albania.

#### Nuevos pasos
Actualmente se está estudiando la viabilidad de crear tres nuevos cruces fronterizos:
- Zogaj (Shkodër) - Ckla (Bar)
- Grabom (Malësi e Madhe) – Cijevna (Podgorica)
- Qafë Vranicë (Tropojë) - Plav

### Paso ferroviario

#### Línea Podgorica-Shkodër
Una línea ferroviaria existe entre ambos países desde los años 1984–85 que cruza por la localidad albanesa de Hani i Hotit. La línea fue suspendida en 1991, durante el paso de la República Socialista Popular de Albania a la República de Albania y reabierta en 2003, con el reconocimiento de Montenegro dentro de la Unión Estatal de Serbia y Montenegro. 